# Liga Deportiva del Amambay
La Liga Deportiva del Amambay es una de las tres ligas de fútbol regionales del Departamento de Amambay, que conforman la Federación de Fútbol del Decimotercer Departamento Amambay, afiliada esta a la Unión del Fútbol del Interior, con sede en la ciudad de Pedro Juan Caballero.

## Historia
Los inicios del fútbol en la ciudad de Pedro Juan Caballero se dan con la fundación del club Aquidabán en 1920, el Sportivo 2 de Mayo en 1935 y el club Independiente en 1940, estos tres clubes fundaron la Liga Fronteriza en 1940, liga precursora de la Liga Deportiva de Amambay. En dicha liga llegó a participar el club Internacional de la ciudad de Punta Porá, Brasil.
Así el 25 de marzo de 1953, nace la Liga Deportiva de Amambay, los clubes fundadores fueron el Sportivo 2 de Mayo, Aquidabán, Independiente y Sportivo Obrero. La asamblea fue realizada en la quinta de la familia Ferrero,el primer presidente fue el señor Ángel E. Ramírez y la denominación de la Liga fue mocionada por el señor Silvio Echagüe, representante del club Aquidabán.

## Equipos participantes
En el 2018 son diez los equipos que participan del campeonato de la Liga, pues el Sportivo 2 de Mayo participa de la Segunda División de la Asociación Paraguaya de Fútbol.
Algunos equipos han pasado por la Liga pero no han podido mantenerse en el mismo, como los clubes Internacional de Zanja Pytá, Sport Primavera, Silvio Pettirossi F.C. y Atlético San Gerardo. 
El club Sportivo 2 de Mayo es el único equipo de la Liga que ha participado en diferente divisiones de la Asociación Paraguaya de Fútbol, llegando a participar de la Primera División, máxima categoría del fútbol paraguayo. 
| Nombre                        | Fundación                |
| ----------------------------- | ------------------------ |
| Club Aquidabán                | 19 de junio de 1920      |
| Independiente F.B.C.          | 4 de julio de 1940       |
| Sportivo Obrero               | 8 de junio de 1952       |
| Club Mariscal Estigarribia    | 7 de julio de 1957       |
| General Díaz F.B.C.           | 15 de mayo de 1964       |
| Atlético Bernardino Caballero | 11 de septiembre de 1977 |
| Deportivo Primero de Marzo    | 15 de agosto de 1978     |
| América F.B.C.                | 20 de abril de 1981      |
| Atlético Pedro Juan Caballero | 30 de octubre de 2008    |
| Atlético Aeropuerto           | 3 de agosto de 2010      |
| Sportivo 2 de Mayo            | 6 de diciembre de 1935   |

## Últimos campeones
| Año  | Campeón               | Subcampeón                    |
| ---- | --------------------- | ----------------------------- |
| 1953 | Independiente F.B.C.  | Sportivo 2 de Mayo            |
| 1958 | Sportivo 2 de Mayo    |                               |
| 1960 | Sportivo 2 de Mayo    |                               |
| 1970 | Mariscal Estigarribia |                               |
| 1971 | Mariscal Estigarribia |                               |
| 1980 | Sportivo 2 de Mayo    |                               |
| 1985 | Mariscal Estigarribia |                               |
| 1986 | Sportivo 2 de Mayo    |                               |
| 1988 | Sportivo 2 de Mayo    |                               |
| 1989 | Mariscal Estigarribia |                               |
| 1995 | Sportivo 2 de Mayo    |                               |
| 1997 | Sportivo 2 de Mayo    |                               |
| 1998 | Sportivo 2 de Mayo    |                               |
| 2002 | Sportivo 2 de Mayo    |                               |
| 2003 | Sportivo 2 de Mayo    | Deportivo Primero de Marzo    |
| 2004 | Mariscal Estigarribia |                               |
| 2005 |                       |                               |
| 2006 |                       |                               |
| 2007 |                       |                               |
| 2008 |                       |                               |
| 2009 |                       |                               |
| 2010 | Independiente F.B.C.  | Sportivo Obrero               |
| 2011 | Independiente F.B.C.  | Sportivo Obrero               |
| 2012 | General Díaz F.B.C.   | Club Aquidabán                |
| 2013 | América F.B.C.        | Club Aquidabán                |
| 2014 | Independiente F.B.C.  | América F.B.C.                |
| 2015 | Independiente F.B.C.  | Sportivo 2 de Mayo            |
| 2016 | Sportivo 2 de Mayo    | Mariscal Estigarribia         |
| 2017 | Sportivo 2 de Mayo    | Mariscal Estigarribia         |
| 2018 | Club Aquidabán        | General Díaz F.B.C.           |
| 2019 | Mariscal Estigarribia | Atlético Bernardino Caballero |
| 2020 |                       |                               |
| 2021 |                       |                               |
| 2022 | Primero de Marzo      |                               |
| 2023 | Primero de Marzo      |                               |
| 2024 | Primero de Marzo      |                               |

## Selección
A la Liga lo representa la selección de fútbol en el Campeonato Nacional de Interligas. Pese a no contar con un título de campeón nacional, la selección ha ganado la fase departamental en varias ocasiones, la última vez en el 2013.